# الیو برتوکی
الیو برتوکی (ایتالیایی: Elio Bertocchi; ۱۶ سپتامبر ۱۹۱۹ – ۲۷ اوت ۱۹۷۱) دوچرخه‌سوار اهل ایتالیا بود.